# Psychotria taviunensis
Psychotria taviunensis är en måreväxtart som beskrevs av John Wynn Gillespie. Psychotria taviunensis ingår i släktet Psychotria och familjen måreväxter. Inga underarter finns listade i Catalogue of Life.